# (95962) Copito
(95962) Copito (2003 WZ87) – planetoida z grupy pasa głównego asteroid okrążająca Słońce w ciągu 5,77 lat w średniej odległości 3,22 j.a. Odkryta 19 listopada 2003 roku. Nazwana na cześć goryla albinosa Copito de Nieve (do którego nawiązuje też film animowany Goryl Śnieżek w Barcelonie).